# Saison 1937-1938 de la Juventus FC
Maillots
Chronologie
Saison précédente Saison suivante
La saison 1937-1938 de la Juventus est la trente-sixième de l'histoire du club, créé quarante-et-un ans plus tôt en 1897.
Le club de la région du Piémont prend ici part à la 38e édition du championnat d'Italie (9e de Serie A), à la 4e édition de la Coupe d'Italie (en italien Coppa Italia), ainsi qu'à la 12e édition de la Coupe d'Europe centrale.

## Historique
Lors de cette nouvelle saison, la Juventus, après deux saisons compliquées, tente à nouveau de reconquérir l'Italie.
Pour ce faire, les piémontais dirigés par Emilio de la Forest de Divonne en tant que président et par Virginio Rosetta sur le banc (secondé par l'autrichien Karl Stürmer, nommé le 21 mai 1937), renforcent leur effectif en attaque, avec quelques arrivées, celles de Savino Bellini, Mauro Bergonzini, Bruno Dante, Lodovico De Filippis, Enrico Santià et Ernesto Tomasi.
La Juve commence sa saison à domicile le dimanche 12 septembre 1937 contre les ligures de Livourne en s'imposant 2-0 grâce à Borel I et Bellini. Elle enchaîne alors par deux succès de suite jusqu'à son nul un but partout lors du Derby della Mole (but juventino de Gabetto) contre Torino. À partir de la 6e journée, la Juventus n'y arrive plus, avec 3 nuls suivis de 3 défaites, et renoue enfin contact avec la victoire le 12 décembre par 2 buts à 0 au Stadio Benito Mussolini contre Triestina, avec des buts de Bellini et Varglien II. Lors des trois dernières journées de l'année 1937, la Vieille Dame retrouve des résultats positifs, avec un match nul et 2 victoires. La première rencontre de la nouvelle année voit à nouveau les bianconeri s'imposer contre l'équipe de Livourne (1-0 grâce à Varglien II). La semaine d'après, Madame remporte son plus gros succès de la saison, avec un 5 à 0 à Turin contre l'Atalanta, avec des réalisations de De Filippis, Borel II (sur penalty) et Varglien II (sur doublé). Deux journées plus tard, le club bianconero se venge du match aller contre son ennemi du Torino, 3 buts à 0 (réalisations de Borel II, Tomasi et De Filippis) lors de la 19e journée. Le 27 février, l'équipe turinoise écrase la Fiorentina 5 à 2 (buts de Varglien II, De Filippis, Tomasi, Bellini et Gabetto), puis se venge à nouveau deux semaines plus tard contre son rival milanais de l'Ambrosiana-Inter sur le même score qu'à l'aller (défaite 2 à 1 à l'aller malgré un but de Foni sur penalty) grâce à Bellini et Gabetto, ainsi que sur son rival génois du Genova également sur le même score qu'à l'aller (2-1 malgré un but de De Filippis) avec des buts bianconeri de Gabetto et de Bellini. L'effectif juventino continue ensuite sa série sans défaite sans victoire avec deux nuls et une victoire, avant de perdre le 17 avril 2 buts à 0 contre Trieste. Lors du dernier match de la saison comptant pour la 28e journée, la Juve se sépare du Milan sur le score d'un but partout à San Siro (but de Bellini pour la Juventus).
Les piémontais, avec leurs 39 points, terminent à la seconde place de cette Serie A 1937-1938, dauphin des lombards de l'Ambrosiana-Inter (41 points), grâce à leurs 14 victoires, 11 matchs nuls et seulement 5 défaites. Mais la Juve pêche surtout devant, n'ayant pas réussie à se trouver un réel buteur au cours de la saison, Guglielmo Gabetto terminant meilleur buteur en championnat du club avec 9 buts.

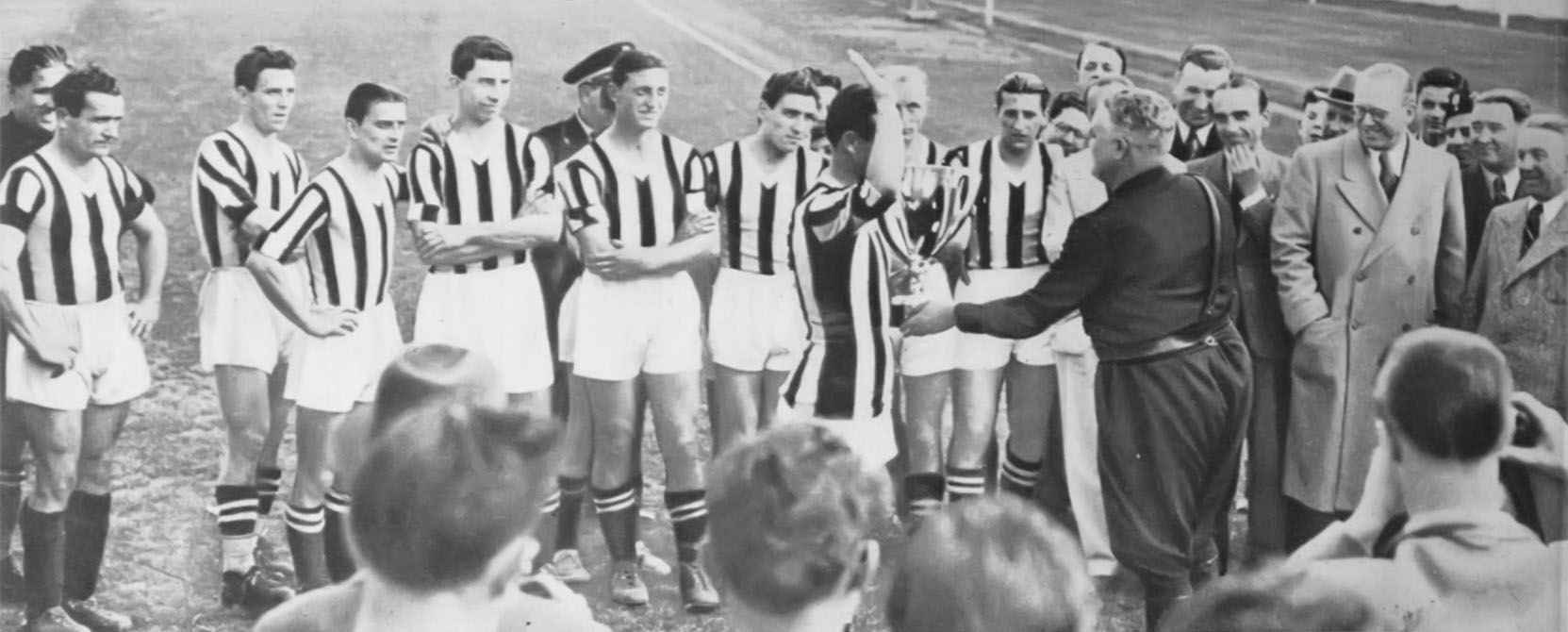
Les bianconeri reçoivent leur 1e Coupe d'Italie. Turin, 8 mai 1938.

Pour la seconde compétition annuelle du club, la Coupe d'Italie (en italien Coppa Italia), La Vieille Dame s'impose tout d'abord en 16e-de-finale contre L'Aquila sur le score de 4 buts à 1 (avec des réalisations bianconere de Borel II sur doublé, de Monti et de Dante) le mercredi 8 décembre 1937. 18 jours plus tard pour le tour suivant, la Juventus gagne à nouveau sur le plus petit score, 1 à 0 contre un autre club du Piémont, l'Alexandrie Calcio (réalisation de Tomasi). En quarts-de-finale, la Juve humilie l'équipe lombarde de l'Atalanta sur le score de 6 buts à 0 (buts de la Juventus de De Filippis, Varglien II, Borel II et Borel I). Au tour suivant, pour son quatrième match à domicile, la Juventus se qualifie pour la finale en battant 2 buts à 0 le futur champion d'Italie de l'Ambrosiana par 2 buts à rien, grâce à des réalisations de Tomasi et un penalty de Foni. Pour la première fois de son histoire, la Juventus est en finale de la coupe nationale, et se retrouve confrontée à l'autre gros club turinois du Torino Football Club (déjà vainqueur de l'épreuve en 1935-1936). Le match aller se dispute le 1er mai 1938 au Stadio Filadelfia et la société juventina réalise l'exploit de l'emporter par 3 à 1 (buts de la Juve de Bellini (doublé) et De Filippis). À domicile pour le match retour, la Vecchia Signora, grâce à un doublé de Gabetto, s'impose également par 2 buts à 1.
Cette double victoire voit la Juventus être pour la première fois de son histoire sacrée vainqueur de la Coupe d'Italie de football. Il s'agit de la seconde compétition officielle remportée par le club du Piémont, après le championnat.
Au cours de cette saison, les Turinois retrouvent également l'Europe après 3 ans d'absence, avec la Coupe d'Europe centrale. En 8e-de-finale à Budapest, les juventinini et les Hongrois de l'Hungária FC se séparent sur le score de 3 buts partout (réalisations de Gabetto, de la nouvelle recrue du club Busidoni et de Bellini), mais le match retour fut remporté par la Juve 6 buts à 1 (avec un but sur penalty d'une autre recrue estivale sur penalty, Buscaglia, et des buts de Busidoni, De Filippis, Bellini et Gabetto). Au tour suivant, les italiens sont confrontés au tchécoslovaques du SK Kladno et l'emportent 4 buts à 2 (avec Busidoni, Tomasi, Monti et De Filippis comme buteurs) à l'aller puis 2 buts à 1 au retour (doublé de Gabetto) les 10 et 17 juillet. Arrivés en demi-finale, La Juventus rencontre à nouveau un club de Hongrie, le Ferencváros et s'impose 3-2 à Turin (buts de De Filippis, Buscaglia et Tomasi) lors du match aller. Mais le retour disputé le 31 juillet voit les Budapestois s'imposer 2-0, éliminant une Vieille Dame toujours bloquée depuis des années aux portes de la finale.
La Juventus entre cette année dans une période de renouveau, avec un titre de vice-champion, une coupe et une demi-finale européenne. En nette progression après deux années difficiles, les résultats bianconeri s'en ressentent, avec un nouveau trophée officiel à son actif.
En juin 1938, deux joueurs de la Juventus sont convoqués par Vittorio Pozzo avec l'équipe d'Italie pour disputer la coupe du monde 1938 en France, les défenseurs Alfredo Foni et Pietro Rava (que les azzurri remportent en finale contre la Hongrie pour la seconde édition consécutive).

## Déroulement de la saison

### Résultats en championnat
- Phase aller

| dimanche 12 septembre 1937 1re journée | Juventus                 | 2 - 0 | Livourne | Stadio Benito Mussolini, Turin 15h30 Arbitre : Galeati |
| dimanche 12 septembre 1937 1re journée | Borel I 6e · Bellini 74e |       |          | Stadio Benito Mussolini, Turin 15h30 Arbitre : Galeati |

| dimanche 19 septembre 1937 2e journée | Atalanta | 0 - 1          | Juventus | Stadio Mario Brumana, Bergame 15h30 Arbitre : Scotto |
| dimanche 19 septembre 1937 2e journée |          | 86e Bergonzini |          | Stadio Mario Brumana, Bergame 15h30 Arbitre : Scotto |

| dimanche 26 septembre 1937 3e journée | Juventus                      | 3 - 1 | Bari        | Stadio Benito Mussolini, Turin 15h30 Arbitre : Pirovano |
| dimanche 26 septembre 1937 3e journée | Gabetto 27e 89e · Bellini 36e |       | 41e Dentuti | Stadio Benito Mussolini, Turin 15h30 Arbitre : Pirovano |

| dimanche 3 octobre 1937 4e journée | Torino    | 1 - 1 | Juventus    | Stadio Filadelfia, Turin 15h00 26 000 spectateurs Arbitre : Mazzarini |
| dimanche 3 octobre 1937 4e journée | Baldi 74e |       | 10e Gabetto | Stadio Filadelfia, Turin 15h00 26 000 spectateurs Arbitre : Mazzarini |

| dimanche 10 octobre 1937 5e journée | Juventus                | 2 - 1 | Naples    | Stadio Benito Mussolini, Turin 15h00 Arbitre : Salvatori |
| dimanche 10 octobre 1937 5e journée | Borel II 40e 94e (pen.) |       | 44e Prato | Stadio Benito Mussolini, Turin 15h00 Arbitre : Salvatori |

| dimanche 17 octobre 1937 6e journée | Lucchese | 0 - 0 | Juventus | Stadio Porta Elisa, Lucques 15h00 Arbitre : Mastellari |
| dimanche 17 octobre 1937 6e journée |          |       |          | Stadio Porta Elisa, Lucques 15h00 Arbitre : Mastellari |

| dimanche 24 octobre 1937 7e journée | Fiorentina   | 1 - 1 | Juventus       | Stadio Giovanni Berta, Florence 15h00 Arbitre : Zelocchi |
| dimanche 24 octobre 1937 7e journée | Mannelli 48e |       | 36e (csc) Tori | Stadio Giovanni Berta, Florence 15h00 Arbitre : Zelocchi |

| dimanche 7 novembre 1937 8e journée | Juventus    | 1 - 1 | Lazio            | Stadio Benito Mussolini, Turin 14h30 Arbitre : Scorzoni |
| dimanche 7 novembre 1937 8e journée | Gabetto 73e |       | 26e (pen.) Piola | Stadio Benito Mussolini, Turin 14h30 Arbitre : Scorzoni |

| dimanche 14 novembre 1937 9e journée | Ambrosiana-Inter           | 2 - 1 | Juventus        | Stadio San Siro, Milan 14h30 Arbitre : Curradi |
| dimanche 14 novembre 1937 9e journée | Ferraris 55e · Ferrari 81e |       | 64e (pen.) Foni | Stadio San Siro, Milan 14h30 Arbitre : Curradi |

| dimanche 21 novembre 1937 10e journée | Juventus        | 1 - 2 | Genova                    | Stadio Benito Mussolini, Turin 14h30 Arbitre : Zelocchi |
| dimanche 21 novembre 1937 10e journée | De Filippis 22e |       | 32e Figliola · 85e Arcari | Stadio Benito Mussolini, Turin 14h30 Arbitre : Zelocchi |

| dimanche 28 novembre 1937 11e journée | Roma                          | 2 - 1 | Juventus     | Campo Testaccio, Rome 14h30 Arbitre : Scotto |
| dimanche 28 novembre 1937 11e journée | Subinaghi 5e · Mascheroni 15e |       | 19e Borel II | Campo Testaccio, Rome 14h30 Arbitre : Scotto |

| dimanche 12 décembre 1937 12e journée | Juventus                      | 2 - 0 | Triestina | Stadio Benito Mussolini, Turin 14h30 Arbitre : Bevilacqua |
| dimanche 12 décembre 1937 12e journée | Bellini 12e · Varglien II 41e |       |           | Stadio Benito Mussolini, Turin 14h30 Arbitre : Bevilacqua |

| dimanche 19 décembre 1937 13e journée | Juventus | 0 - 0 | Bologne | Stadio Benito Mussolini, Turin 14h30 Arbitre : Barlassina |
| dimanche 19 décembre 1937 13e journée |          |       |         | Stadio Benito Mussolini, Turin 14h30 Arbitre : Barlassina |

| dimanche 2 janvier 1938 14e journée | Liguria     | 1 - 3 | Juventus                                | Stadio del Littorio, Gênes 14h30 Arbitre : Scorzoni |
| dimanche 2 janvier 1938 14e journée | Peretti 41e |       | 10e Borel II · 67e Bellini · 81e Tomasi | Stadio del Littorio, Gênes 14h30 Arbitre : Scorzoni |

| dimanche 9 janvier 1938 15e journée | Juventus                 | 2 - 0 | Milan | Stadio Benito Mussolini, Turin 14h30 Arbitre : Ciamberlini |
| dimanche 9 janvier 1938 15e journée | Monti 14e · Borel II 58e |       |       | Stadio Benito Mussolini, Turin 14h30 Arbitre : Ciamberlini |

- Phase retour

| dimanche 16 janvier 1938 16e journée | Livourne | 0 - 1           | Juventus | Stadio Edda Ciano Mussolini, Livourne 14h30 Arbitre : Dattilo |
| dimanche 16 janvier 1938 16e journée |          | 53e Varglien II |          | Stadio Edda Ciano Mussolini, Livourne 14h30 Arbitre : Dattilo |

| dimanche 23 janvier 1938 17e journée | Juventus                                                       | 5 - 0 | Atalanta | Stadio Benito Mussolini, Turin 14h30 Arbitre : Gnocchini |
| dimanche 23 janvier 1938 17e journée | De Filippis 7e · Borel II 43e (pen.) · Varglien II 62e 68e 79e |       |          | Stadio Benito Mussolini, Turin 14h30 Arbitre : Gnocchini |

| dimanche 30 janvier 1938 18e journée | Bari | 0 - 0 | Juventus | Stadio della Vittoria, Bari 14h30 Arbitre : Mazzarini |
| dimanche 30 janvier 1938 18e journée |      |       |          | Stadio della Vittoria, Bari 14h30 Arbitre : Mazzarini |

| dimanche 6 février 1938 19e journée | Juventus                                    | 3 - 0 | Torino | Stadio Benito Mussolini, Turin 14h30 23 000 spectateurs Arbitre : Scorzoni |
| dimanche 6 février 1938 19e journée | Borel II 48e · Tomasi 81e · De Filippis 85e |       |        | Stadio Benito Mussolini, Turin 14h30 23 000 spectateurs Arbitre : Scorzoni |

| dimanche 13 février 1938 20e journée | Naples    | 1 - 1 | Juventus    | Stadio Partenopeo, Naples 14h30 Arbitre : Scarpi |
| dimanche 13 février 1938 20e journée | Prato 55e |       | 35e Gabetto | Stadio Partenopeo, Naples 14h30 Arbitre : Scarpi |

| dimanche 20 février 1938 21e journée | Juventus   | 1 - 0 | Lucchese | Stadio Benito Mussolini, Turin 15h00 Arbitre : Pirovano |
| dimanche 20 février 1938 21e journée | Santià 60e |       |          | Stadio Benito Mussolini, Turin 15h00 Arbitre : Pirovano |

| dimanche 27 février 1938 22e journée | Juventus                                                                  | 5 - 2 | Fiorentina    | Stadio Benito Mussolini, Turin 15h00 Arbitre : Scarpi |
| dimanche 27 février 1938 22e journée | Varglien II 5e · De Filippis 15e · Tomasi 16e · Bellini 18e · Gabetto 21e |       | 62e 82e Viani | Stadio Benito Mussolini, Turin 15h00 Arbitre : Scarpi |

| dimanche 6 mars 1938 23e journée | Lazio      | 1 - 1 | Juventus    | Stadio Nazionale del P.N.F., Rome 15h00 Arbitre : Barlassina |
| dimanche 6 mars 1938 23e journée | Milano 89e |       | 77e Gabetto | Stadio Nazionale del P.N.F., Rome 15h00 Arbitre : Barlassina |

| dimanche 13 mars 1938 24e journée | Juventus                  | 2 - 1 | Ambrosiana-Inter | Stadio Benito Mussolini, Turin 15h00 Arbitre : Dattilo |
| dimanche 13 mars 1938 24e journée | Bellini 14e · Gabetto 65e |       | 24e Ferrari      | Stadio Benito Mussolini, Turin 15h00 Arbitre : Dattilo |

| dimanche 20 mars 1938 25e journée | Genova      | 1 - 2 | Juventus                  | Stade Luigi-Ferraris, Gênes 15h00 Arbitre : Scorzoni |
| dimanche 20 mars 1938 25e journée | Morselli 9e |       | 49e Gabetto · 71e Bellini | Stade Luigi-Ferraris, Gênes 15h00 Arbitre : Scorzoni |

| dimanche 27 mars 1938 26e journée | Juventus | 0 - 0 | Roma | Stadio Benito Mussolini, Turin 15h00 Arbitre : Galeati |
| dimanche 27 mars 1938 26e journée |          |       |      | Stadio Benito Mussolini, Turin 15h00 Arbitre : Galeati |

| dimanche 3 avril 1938 27e journée | Triestina                   | 2 - 0 | Juventus | Stadio Littorio, Trieste 15h00 Arbitre : Scorzoni |
| dimanche 3 avril 1938 27e journée | Trevisan 35e · Pasinati 84e |       |          | Stadio Littorio, Trieste 15h00 Arbitre : Scorzoni |

| dimanche 10 avril 1938 28e journée | Bologne | 0 - 0 | Juventus | Stadio Littoriale, Bologne 15h00 Arbitre : Barlassina |
| dimanche 10 avril 1938 28e journée |         |       |          | Stadio Littoriale, Bologne 15h00 Arbitre : Barlassina |

| dimanche 17 avril 1938 29e journée | Juventus | 0 - 1       | Liguria | Stadio Benito Mussolini, Turin 15h30 Arbitre : Scarpi |
| dimanche 17 avril 1938 29e journée |          | 18e Spivach |         | Stadio Benito Mussolini, Turin 15h30 Arbitre : Scarpi |

| dimanche 24 avril 1938 28e journée | Milan     | 1 - 1 | Juventus    | Stadio San Siro, Milan 15h30 Arbitre : Scorzoni |
| dimanche 24 avril 1938 28e journée | Boffi 84e |       | 44e Bellini | Stadio San Siro, Milan 15h30 Arbitre : Scorzoni |

#### Classement
|  |    | Classement final 1937-1938 | Pts | MJ | V  | N  | D | BP | BC | Dif |
|  | -- | -------------------------- | --- | -- | -- | -- | - | -- | -- | --- |
|  | 1. | Ambrosiana-Inter           | 41  | 30 | 16 | 9  | 5 | 57 | 28 | +29 |
|  | 2. | Juventus                   | 39  | 30 | 14 | 11 | 5 | 43 | 22 | +21 |
|  | 3. | Milan                      | 38  | 30 | 13 | 12 | 5 | 43 | 27 | +16 |

### Résultats en coupe
- 16e-de-finale

| mercredi 8 décembre 1937 | Juventus                                        | 4 - 1 | L'Aquila    | Stadio Benito Mussolini, Turin 14h30 Arbitre : Cardinali |
| mercredi 8 décembre 1937 | Borel II 47e (pen.) 62e · Monti 76e · Dante 80e |       | 5e Battioni | Stadio Benito Mussolini, Turin 14h30 Arbitre : Cardinali |

- 8e-de-finale

| dimanche 26 décembre 1937 | Juventus   | 1 - 0 | Alexandrie | Stadio Benito Mussolini, Turin 14h30 Arbitre : Mastellari |
| dimanche 26 décembre 1937 | Tomasi 14e |       |            | Stadio Benito Mussolini, Turin 14h30 Arbitre : Mastellari |

- Quarts-de-finale

| jeudi 6 janvier 1938 | Juventus                                                              | 6 - 0 | Atalanta | Stadio Benito Mussolini, Turin 14h30 Arbitre : Mastellari |
| jeudi 6 janvier 1938 | De Filippis 9e 71e · Varglien II 26e · Borel II 66e 87e · Borel I 69e |       |          | Stadio Benito Mussolini, Turin 14h30 Arbitre : Mastellari |

- Demi-finale

| jeudi 21 avril 1938 | Juventus                     | 2 - 0 | Ambrosiana-Inter | Stadio Benito Mussolini, Turin 15h30 Arbitre : Ciamberlini |
| jeudi 21 avril 1938 | Tomasi 36e · Foni 86e (pen.) |       |                  | Stadio Benito Mussolini, Turin 15h30 Arbitre : Ciamberlini |

- Finale

| dimanche 1er mai 1938 Match aller | Torino        | 1 - 3 | Juventus                          | Stadio Filadelfia, Turin 15h30 14 957 spectateurs Arbitre : Mastellari |
| dimanche 1er mai 1938 Match aller | D'Odorico 36e |       | 25e 85e Bellini · 73e De Filippis | Stadio Filadelfia, Turin 15h30 14 957 spectateurs Arbitre : Mastellari |

| dimanche 8 mai 1938 Match retour | Juventus        | 2 - 1 | Torino    | Stadio Benito Mussolini, Turin 15h30 9091 spectateurs Arbitre : Mastellari |
| dimanche 8 mai 1938 Match retour | Gabetto 27e 39e |       | 19e Baldi | Stadio Benito Mussolini, Turin 15h30 9091 spectateurs Arbitre : Mastellari |

| 1er titre La Juventus vainqueur de la Coupe d'Italie de 1937-1938 |

### Résultats en coupe d'Europe centrale
- 8e-de-finale

| dimanche 26 juin 1938 Match aller | Hungária           | 3 - 3 | Juventus                                 | Budapest Arbitre : Vogel |
| dimanche 26 juin 1938 Match aller | Kardos 47e 57e 88e |       | 26e Gabetto · 35e Busidoni · 40e Bellini | Budapest Arbitre : Vogel |

| dimanche 3 juillet 1938 Match retour | Juventus                                                                             | 6 - 1 | Hungária   | Stadio Benito Mussolini, Turin Arbitre : Bizik |
| dimanche 3 juillet 1938 Match retour | Buscaglia 3e (pen.) 28e · Busidoni 38e · De Filippis 42e · Bellini 62e · Gabetto 84e |       | 67e Kardos | Stadio Benito Mussolini, Turin Arbitre : Bizik |

- Quarts-de-finale

| dimanche 10 juillet 1938 Match aller | Juventus                                               | 4 - 2 | Kladno               | Stadio Benito Mussolini, Turin Arbitre : Keil |
| dimanche 10 juillet 1938 Match aller | Busidoni 6e · Tomasi 40e · Monti 85e · De Filippis 86e |       | 25e Kloz · 30e Seidl | Stadio Benito Mussolini, Turin Arbitre : Keil |

| dimanche 17 juillet 1938 Match retour | Kladno  | 1 - 2 | Juventus        | Kladno 15h00 Arbitre : Xifandu |
| dimanche 17 juillet 1938 Match retour | Kloz 6e |       | 37e 89e Gabetto | Kladno 15h00 Arbitre : Xifandu |

- Demi-finale

| dimanche 24 juillet 1938 Match aller | Juventus                                     | 3 - 2 | Ferencváros      | Stadio Benito Mussolini, Turin 17h00 Arbitre : Bizik |
| dimanche 24 juillet 1938 Match aller | De Filippis 31e · Buscaglia 36e · Tomasi 60e |       | 43e 64e Sárosi I | Stadio Benito Mussolini, Turin 17h00 Arbitre : Bizik |

| dimanche 31 juillet 1938 Match retour | Ferencváros                   | 2 - 0 | Juventus | Üllői úti Stadion, Budapest Arbitre : Vogel |
| dimanche 31 juillet 1938 Match retour | Sárosi I 76e · Sárosi III 85e |       |          | Üllői úti Stadion, Budapest Arbitre : Vogel |

### Matchs amicaux
| dimanche 29 août 1937 | Novare         | 1 - 2 | Juventus         |  |
| dimanche 29 août 1937 | Buteur inconnu |       | Buteurs inconnus |  |

| dimanche 31 octobre 1937 | Coni | 0 - 5            | Juventus |  |
| dimanche 31 octobre 1937 |      | Buteurs inconnus |          |  |

| dimanche 5 juin 1938 | Juventus         | 5 - 1 | Biellese       |  |
| dimanche 5 juin 1938 | Buteurs inconnus |       | Buteur inconnu |  |

| dimanche 12 juin 1938 | Juventus         | 4 - 0 | Pro Vercelli |  |
| dimanche 12 juin 1938 | Buteurs inconnus |       |              |  |

| dimanche 19 juin 1938 | Biellese         | 2 - 5 | Juventus         |  |
| dimanche 19 juin 1938 | Buteurs inconnus |       | Buteurs inconnus |  |

#### Coppa Caimi
| dimanche 5 septembre 1937 | Inter            | 2 - 2 | Juventus         |  |
| dimanche 5 septembre 1937 | Buteurs inconnus |       | Buteurs inconnus |  |

## Effectif du club
Effectif des joueurs de la Juventus lors de la saison 1937-1938.

## Buteurs
Voici ici les buteurs de la Juventus toutes compétitions confondues.
| 15 buts - Guglielmo Gabetto 12 buts - Savino Bellini 11 buts - Felice Borel 10 buts - Lodovico De Filippis 7 buts - Ernesto Tomasi - Giovanni Varglien | 3 buts - Carlo Buscaglia - Luigi Busidoni - Luis Monti 2 buts - Aldo Borel - Alfredo Foni 1 but - Mauro Bergonzini - Bruno Dante - Enrico Santià |